# Nathaniel Curtis
Nathaniel Curtis (Bournemouth, 29 de diciembre de 1990) es un actor británico. Es conocido por su papel de Ash Mukherjee en el drama de Channel 4 ''It's a Sin'' (2021). Y también es conocido por poner la voz de en Captain Dolph Laserhawk en Captain Laserhawk: A Blood Dragon Remix (2023)

## Primeros años y educación
Curtis creció en las afueras de Bournemouth de madre inglesa y padre indio. Terminó su carrera de interpretación en East 15 Acting School en Loughton, Essex en 2014.

## Carrera profesional
Después de graduarse, Curtis pasó cinco años sin un trabajo como actor. Uno de sus primeros papeles como actor fue el de Romeo en Romeo y Julieta para Fuller's Brewery's Shakespeare in the Garden, serie teatral dirigida por Open Bar Theatre en 2019 que fue nominada a un premio Offie. Más tarde interpretó a Fernando, Alonso y Trínculo en la producción del año siguiente de La Tempestad'.
Curtis interpretó a Ash Mukherjee en Es un pecado, la premiada serie de televisión británica desarrollada por Russell T Davies que se estrenó a principios de 2021 en Channel 4 en el Reino Unidoy en HBO Max en Estados Unidos. Curtis fue nombrada ganadora del Great British Bake Off Christmas Special de 2021 tras competir en desafíos de repostería con otros miembros del reparto de It's a Sin. 
En el verano de 2022, Curtis volvió a los escenarios para interpretar el papel principal en Britannicus en el Lyric Theatre, Hammersmith.
Interpretó el papel de Brian en The Witcher: Blood Origin, una miniserie de Netflix que sirve de precuela a The Witcher y que se estrenó el 25 de diciembre de 2022.
Tras su actuación en el estreno mundial de la obra de Andrew Stein, Disruption, en el Park Theatre de Londres en el verano de 2023, Curtis se unió más tarde al reparto de 2:22 A Ghost Story. Su participación en esta producción estuvo marcada por una gira por el Reino Unido, que tuvo lugar durante toda la temporada de otoño.
En diciembre de 2023, tuvo una breve aparición como Sir Isaac Newton en el Especial 60 aniversario de Doctor Who. "Wild Blue Yonder".

## Vida personal
Curtis se identifica como queer y mide 1,90 metros de altura. Tiene una hermana mayor. 